# Sanba (Burkina Faso)
Pour les articles homonymes, voir Sanba.
Ne doit pas être confondu avec Sanba-Peulh, Sanaba ou Samba (Burkina Faso).
Sanba, parfois appelé Sanaba, est une localité située dans le département de Barsalogho de la province du Sanmatenga dans la région Centre-Nord au Burkina Faso.

## Géographie
Sanba se trouve à 9 km au sud-ouest de Barsalogho, le chef-lieu du département, et à environ 35 km au nord de Kaya.

## Économie
L'économie des villages de Sanba et Sanba-Peulh repose essentiellement sur l'agro-pastoralisme et l'activité commerçante de leur important marché local. 

## Éducation et santé
Sanba accueille un centre de santé et de promotion sociale (CSPS) tandis que le centre médical avec antenne chirurgicale (CMA) se trouve à Barsalogho et le centre hospitalier régional (CHR) à Kaya.
L'école primaire publique se trouve à Sanba-Peulh.